# Cristóbal (Spanje)
Cristóbal is een gemeente in de Spaanse provincie Salamanca in de regio Castilië en León met een oppervlakte van 22,08 km². Cristóbal telt 170 inwoners (1 januari 2016).

## Demografische ontwikkeling
Bron: INE, 1857-2011: volkstellingen